# Pulerejo (Ngantru)
Pulerejo is een bestuurslaag in het regentschap Tulungagung van de provincie Oost-Java, Indonesië. Pulerejo telt 2848 inwoners (volkstelling 2010).